# Kinyongia magomberae
Kinyongia magomberae — вид ігуаноподібних ящірок родини хамелеонових (Chamaeleonidae). Ендемік Танзанії.

## Поширення і екологія
Kinyongia magomberae мешкають в горах Удзунгва на південному сході Танзанії, в лісі Мваніхана на території національного парку Удзунгва-Маунтінз та в лісі Магомбера поза межами цього парка. Вони живуть у вологих тропічних лісах в східних передгір'ях Удзунгва, на висоті від 500 до 1000 м над рівнем моря. Уникають сухих тропічних лісів і вторинних лісів.

## Збереження
МСОП класифікує цей вид як такий, що перебуває під загрозою зникнення. Kinyongia magomberae загрожує знищення природного середовища.